# Мукха-дора
Мукха-дора (Conta-Reddi, Mukha Dhora, Nooka Dora, Nuka-Dora, Reddi, Reddi-Dora, Riddi) — дравидийский язык, который распространён в округах Визианагарам, Вишакхапатнам, Шрикакулам штата Андхра-Прадеш в Индии. Население также использует языки телугу и адиваси-ория.